# Paratrichocladius ater
Paratrichocladius ater är en tvåvingeart som beskrevs av Wang och Zheng 1990. Paratrichocladius ater ingår i släktet Paratrichocladius och familjen fjädermyggor. Inga underarter finns listade i Catalogue of Life.